# ブランドン・ティーナ・ストーリー
『ブランドン・ティーナ・ストーリー』（英: The Brandon Teena Story）は、1998年に製作されたアメリカ合衆国のドキュメンタリー映画。
2000年7月23日、8月1日に第9回東京国際レズビアン&ゲイ映画祭で上映された。
1999年製作の映画『ボーイズ・ドント・クライ』の基となった実在の人物、ブランドン・ティーナの殺害の真相に迫ったドキュメンタリーである。

## 受賞
- 第48回ベルリン国際映画祭 - テディ賞最優秀ドキュメンタリー映画賞